# 东格林尼治 (罗得岛州)
东格林尼治（East Greenwich）位于美国罗得岛州中部，是肯特县的县治所在，面积43.3平方公里。东格林尼治名字源于英国格林尼治。